# Giorgio Basile
Giorgio Basile, genannt Das Engelsgesicht (* 28. Juni 1960 in Corigliano Calabro), ist ein ehemaliger italienischer Mafioso und Auftragsmörder der ’Ndrangheta.

## Biografie

### Frühe Jahre
Giorgio Basile kam als Sohn des kalabrischen Gastarbeiters Battista und dessen Frau Schiavonea im Jahr 1961 nach Mülheim an der Ruhr. Dort hatte seine Mutter eine Affäre. 1965 kehrte die Familie nach Corigliano zurück. In Corigliano hatte die Mutter eine Affäre mit dem Mafioso Antonio Giovagnone De Cicco. Als Battista Basile dies mitbekam, kehrte er nach Westdeutschland zurück. Als Basiles Mutter 1968 schwanger wurde, reiste sie ebenfalls nach Deutschland.
Im Sommer 1976 beendete Basile die Schule, ohne lesen und schreiben zu können. Danach begann er einen Förderlehrgang bei ThyssenKrupp und arbeitete bis zu seinem 19. Lebensjahr in einer Drahtseilerei. Als er sich kurz darauf seinen Daumen in einer Drahtseilmaschine verletzte, fasste er den Beschluss, auf andere Weise sein Geld zu verdienen.
Im April 1980 befreite er mit weiteren Komplizen den Mafiaboss Arcangelo Maglio aus der alten Justizvollzugsanstalt Wuppertal. 1985 wurde er in Deutschland zu neun Jahren und sechs Monaten Haft wegen Beteiligung an der Ermordung eines Diskothekenbesitzers, wegen versuchten Raubes und mehrerer Einbrüche verurteilt. Am 9. September 1991 wurde er nach Verbüßung eines Teils der Haftzeit nach Italien abgeschoben. In Italien wurde Basile sodann Drogenhändler und Auftragsmörder des Carelli-Clans der kalabrischen ’Ndrangheta; er soll bis zu 30 Morde begangen haben, einige davon in Corigliano-Schiavonea. In dieser Zeit pendelte er zwischen Italien, Deutschland und den Niederlanden.

### Pentito
Am 2. Mai 1998 wurde Basile am Bahnhof von Kempten im Allgäu wegen unerlaubter Einreise nach Deutschland – Basile war vorbestraft und ausgewiesen – festgenommen und später zum Kronzeugen gegen die ’Ndrangheta. Aufgrund seiner Aussage beim Bayerischen Landeskriminalamt gelang es den deutschen Polizeibehörden, mafiöse Strukturen in Deutschland aufzudecken und 50 Mafiosi festzunehmen.
Basile, der in Italien wegen dreier Morde, Mafia-Mitgliedschaft und Drogenhandels zu mehr als fünfzig Jahren Haft verurteilt wurde, musste aufgrund seiner Aussagen nur sechs Monate seiner Haftstrafe absitzen. Er lebt mittlerweile als Pentito im Zeugenschutzprogramm der italienischen Polizei und muss dabei eine Reihe von Auflagen einhalten (kein Kontakt zu früheren Freunden und Verwandten, regelmäßige Umzüge, Verbergen der eigenen Identität). Mitte Juli 2007 sagte Basile erstmals vor dem Oberlandesgericht Düsseldorf gegen drei Italiener aus, die wegen des Handels mit Betäubungsmitteln angeklagt waren. Die Aussage fand per Videoübertragung aus Italien statt.
Er hat eine Tochter und einen Sohn, mit denen er – mit neuen Namen – an einem geheimen Ort lebt.